# 山口ますひろ
山口 ますひろ（やまぐち ますひろ、本名: 山口 益弘（読み同じ）、1952年11月 - ）は、日本の歌手、作曲家、編曲家。

## 概要・来歴
東京都中野区出身。
明星大学在学時からフォーク・グループのリーダーとして活動。
フォークグループ「伝書鳩」のボーカル担当を経て、現在はソロとして活動を継続している。

## 作品

### 主な楽曲
- この星をあなたに OUR BEAUTIFUL PLANET FOREVER
  - 1978年放送の『24時間テレビ 愛は地球を救う』主題歌。
- 素顔のままで
  - 山口益弘名義。1981年上映のアニメ映画『宇宙戦士バルディオス』ED主題歌のビクターカバー版。
- 冒険者たち
  - 山口益弘名義。1982年放送のアニメ『太陽の子エステバン』OP主題歌のビクターカバー版。
- 風のメモリー
  - 山口益弘名義。1984年放送のアニメ『アタッカーYOU』挿入歌。

### 楽曲提供
- 伝書鳩
  - 「約束」（作曲）
  - 「路面電車」（作曲）
  - 「白いキャンバス」（作曲）
  - 「ちょっとさよなら」（作曲）
  - 「たいくつしのぎ」（作曲）
- 関田昇介
  - 「はいからさんが通る」（編曲） - アニメ『はいからさんが通る』OP主題歌
  - 「ごきげんいかが? 紅緒です」（編曲） - アニメ『はいからさんが通る』ED主題歌
- 渋谷哲平
  - 「Kiss・キッス・Kiss」（編曲）
  - 「二人だけの合言葉」（編曲）
  - 「悲しき想い…MY GIRL」（編曲）
  - 「冬のかもめ」（作曲・編曲）
  - 「レイニー・グッバイ」（編曲）
- ひらけ!ポンキッキ
  - 「ネコネコロックンロール」（編曲）
  - 「じいちゃんのスーパーシューズ」（編曲）

### 音楽担当
- アニメ『はいからさんが通る』（1978年）

### コーラス参加
- ユミ飛鳥「MERRY GO ROUND」（1983年）